# Dawid Kudła
Dawid Kudła (ur. 21 marca 1992 w Rudzie Śląskiej) – polski piłkarz występujący na pozycji bramkarza w zespole GKS-u Katowice. W swojej karierze grał także w takich zespołach, jak Dynamó Pervolión, Pogoń Szczecin, Zagłębie Sosnowiec oraz Górnik Zabrze.

## Życie prywatne
29 września 2019 został zatrzymany przez policję w sprawie gwałtu, którego miał się dopuścić. 25 czerwca 2021 został uniewinniony.

## Statystyki kariery
Aktualne na 5 stycznia 2019 roku
| Klub               | Sezon             | Liga              | Liga  | Liga   | Puchar Polski | Puchar Polski | Suma  | Suma   |
| Klub               | Sezon             | Liga              | Mecze | Bramki | Mecze         | Bramki        | Mecze | Bramki |
| ------------------ | ----------------- | ----------------- | ----- | ------ | ------------- | ------------- | ----- | ------ |
| Zagłębie Sosnowiec | 2012/13           | II liga           | 29    | 0      | 0             | 0             | 29    | 0      |
| Pogoń Szczecin     | 2013/14           | Ekstraklasa       | 1     | 0      | 0             | 0             | 1     | 0      |
| Pogoń Szczecin     | 2014/15           | Ekstraklasa       | 5     | 0      | 2             | 0             | 7     | 0      |
| Pogoń Szczecin     | 2015/16           | Ekstraklasa       | 21    | 0      | 0             | 0             | 21    | 0      |
| Pogoń Szczecin     | 2016/17           | Ekstraklasa       | 13    | 0      | 2             | 0             | 15    | 0      |
| Pogoń Szczecin     | Ogółem w Pogoni   | Ogółem w Pogoni   | 40    | 0      | 4             | 0             | 44    | 0      |
| Zagłębie Sosnowiec | 2017/18           | I liga            | 33    | 0      | 2             | 0             | 35    | 0      |
| Zagłębie Sosnowiec | 2018/19           | Ekstraklasa       | 19    | 0      | 0             | 0             | 19    | 0      |
| Ogółem w karierze  | Ogółem w karierze | Ogółem w karierze | 121   | 0      | 6             | 0             | 127   | 0      |